# Lignivore

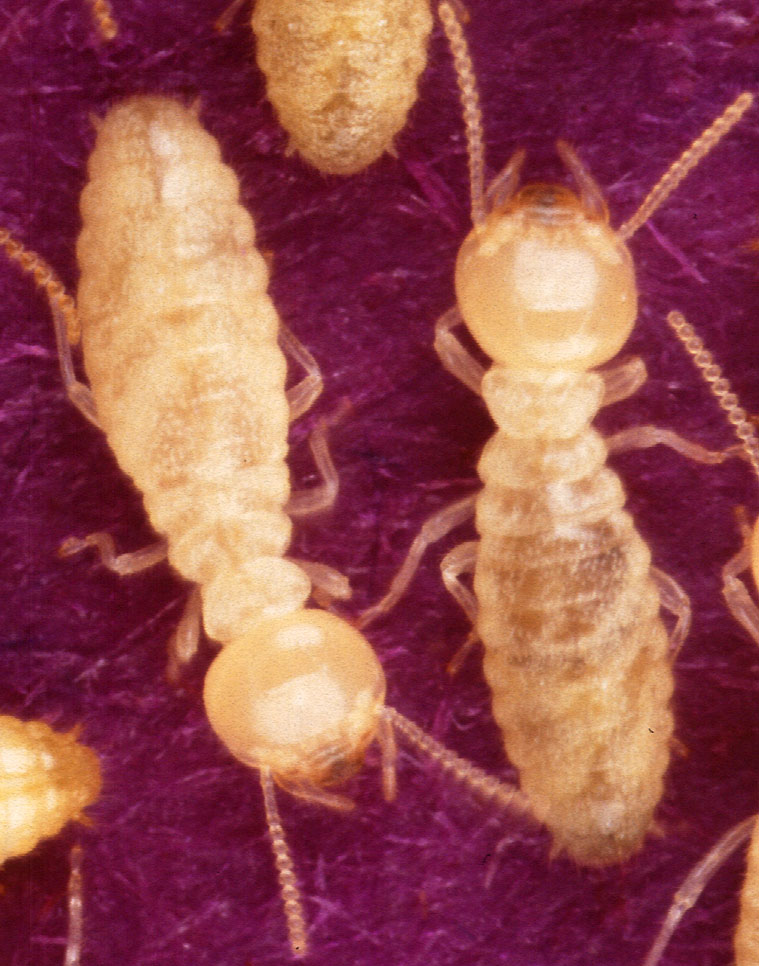
L'une des nombreuses espèces de termites qui jouent aussi un rôle important en matière de bioturbation

Les lignivores forment au sein des décomposeurs le groupe des organismes capables de dégrader les macromolécules organiques qui constituent la partie dure des arbres (la lignine). Sous le nom générique de lignivore, on regroupe également souvent des organismes capables de décomposer la cellulose pour s'en nourrir. Ce terme est parfois synonyme de xylophage plus souvent utilisé pour les animaux.
On peut les classer en deux catégories :
- ceux qui ne consomment que la lignine (ou la cellulose) du bois mort ; ils sont très nombreux et jouent un rôle majeur dans le cycle du carbone et la régénération forestière. Certaines comme les termites et certaines espèces de fourmis vivant en symbiose avec des champignons qu'elles cultivent, assurent l'essentiel du recyclage de la matière ligneuse en zone tropicale.
- ceux qui peuvent s'attaquer à la lignine du bois vivant, beaucoup plus rares, et peu appréciés des forestiers et arboriculteurs, car considérés comme nuisibles. Ces espèces n'attaquent normalement que les arbres stressés ou blessés.

Dans les deux cas, il existe quelques rares espèces relativement généralistes et un grand nombre d'autres plus spécialisées, uniquement capable de digérer le bois d'une espèce ou d'un groupe (feuillus, résineux..).

En réalité, les espèces capables de digérer la lignine seule sont rares. La plupart œuvrent de concert dans le cadre de symbioses ou de communautés saproxyliques.

## Fonctions écologiques
Les lignivores jouent un rôle majeur, nécessaire au recyclage des éléments (minéraux, oligoéléments...) qui composent le bois.

Certains d'entre eux contribuent aux grands processus permanents de détoxication de l'environnement, en recyclant (décomposant) des composés organiques toxiques (toxines naturelles) ou perturbateurs pour l'écosystème (certaines phéromones, hormones et perturbateurs endocriniens par exemple) contenus dans les détritus et les sédiments, le sol, etc.
Ce sont essentiellement des bactéries et des champignons, mais aussi des micro-invertébrés (acariens, insectes...), qui se nourrissent de débris animaux, végétaux ou fongiques qui sont des excrétas, excréments ou font partie de la nécromasse.
Leurs digestats et leurs excrétas sont riches en nutriments facilement accessibles à la microflore bactérienne et fongique du sol et contribuent par exemple à la qualité de l'humus forestier ou prairial.

## Habitats
Des « décomposeurs » sont présents dans tous les compartiments des écosystèmes, presque partout dans la biosphère.
Ils peuvent vivre à l'intérieur d'un autre organisme (dans notre intestin par exemple) en étant commensal ou symbiote (dans ce dernier cas ils peuvent fournir à leur hôte des oligoéléments rares et biodisponibles, des antibiotiques, des vitamines, etc).

## Utilisation
Certains décomposeurs sont utilisés dans les processus d'épuration (station d'épuration, fosse septique, filtres biologiques...), dans les processus de production de compost (compostage) ou par le génie écologique pour traiter des sites ou sols pollués ou pour accélérer des processus de renaturation.
Par ailleurs il existe des décomposeurs qui produisent des substances d'intérêt pharmaceutique, industriel ou commercial (c'est le cas de nombreux champignons produisant des antibiotiques (Pénicilline par exemple ou capables d'entretenir des processus de fermentation non toxique pour l'homme, permettant de produire pain, fromage, bière, choucroute, etc. ).

## Remarques
Parfois, les petits invertébrés de la pédofaune sont qualifiés de détritivores alors que leur régime alimentaire est autre.

Les pseudoscorpions ou les scolopendres sont ainsi carnivores.
Dans la chaîne alimentaire qui représente classiquement le réseau trophique, ils occupent une place particulière, car contribuant à recycler la matière organique à toutes les étapes de la chaîne.